# Uila, Mureș
Uila, mai demult Voila (în dialectul săsesc Wela, Wele, în germană Weila, Weilau, Wela, în maghiară Vajola), este un sat în comuna Batoș din județul Mureș, Transilvania, România.

## Geografie
Satul se localizează aprox. în nordul podișului Transilvaniei , la circa 500 m la înălțimea nivelului mării, 22 km nord-vest de Reghin în așa numitul Reener Ländchen (Ținutul Reghinului).Se află la granița nordică a județului Mureș, unde începe județul Bistrița-Năsăud.În nord se află comunele Șieuț , Posmuș și Pinticu, în vest Teaca și Logig, în sud Batoș iar în est Monor.
Cel mai înalt munte are o înălțime de 700 m. Cele trei străzi formează acest mic sat, care aproape din fiecare parte este împrejmuit de păduri, livezi și podgorii. (vezi: Vin românesc) . Doar spre sud este valea deschisă, unde este singura stradă care duce la reședința de comună Batoș.

## Etimologie
Conform unei monografii a satului de Hannes Frim provine numele de Uila de la cuvintele germane "Well" și "Au". Aceasta este o formă dialectică "Wella". Numele de "Wella" semnifică o locație a unui teren deschis unde aveau loc lupte și erau aduse sacrificări pentru scopuri cultice.
Această semnificație este rezonabilă, dacă se ia în considerare faptul că satul Uila, este izolat. 

## Legături externe

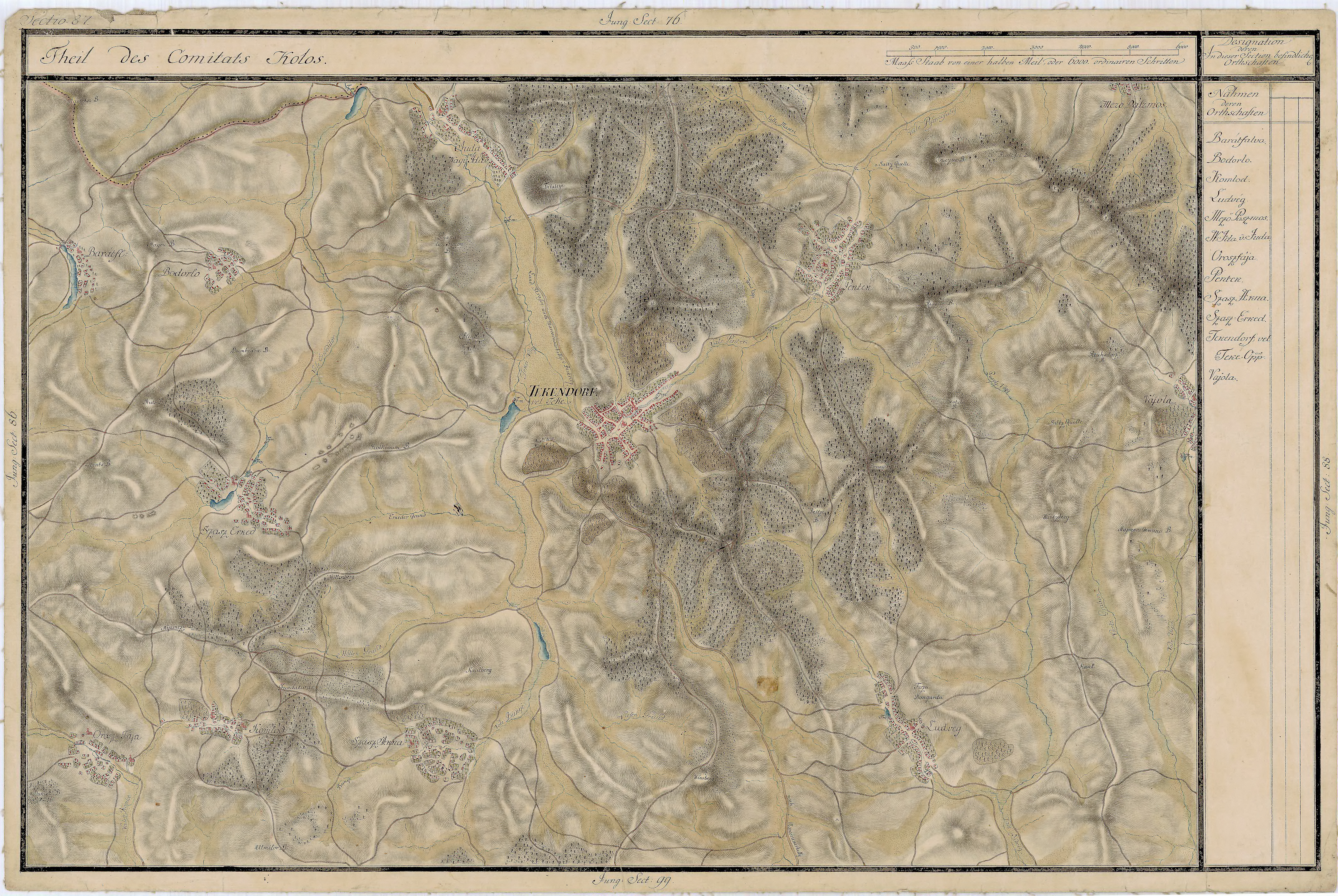
Uila pe Harta Iosefină a Transilvaniei, 1769-73

## Imagini

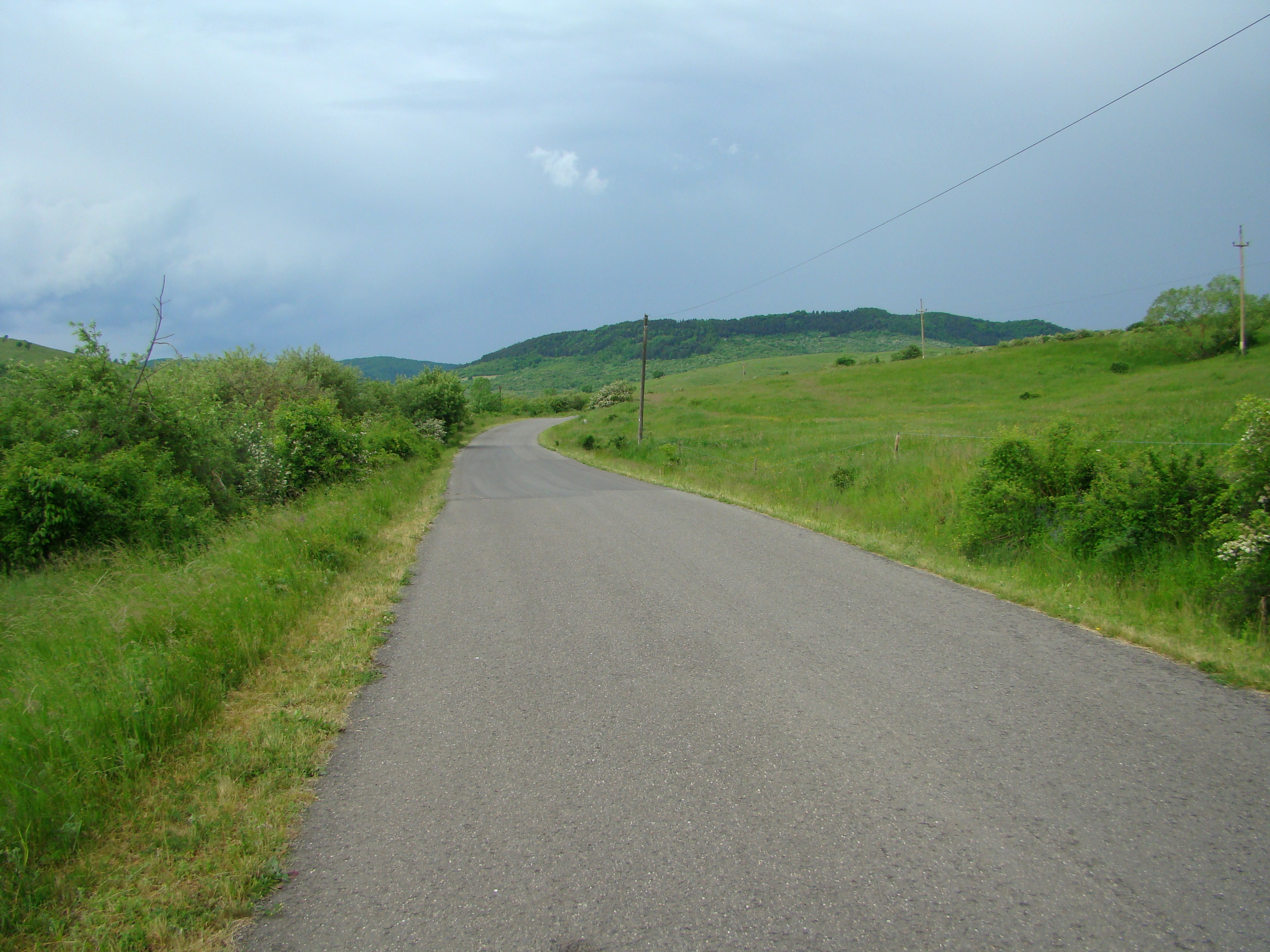
Drumul Batoș-Uila
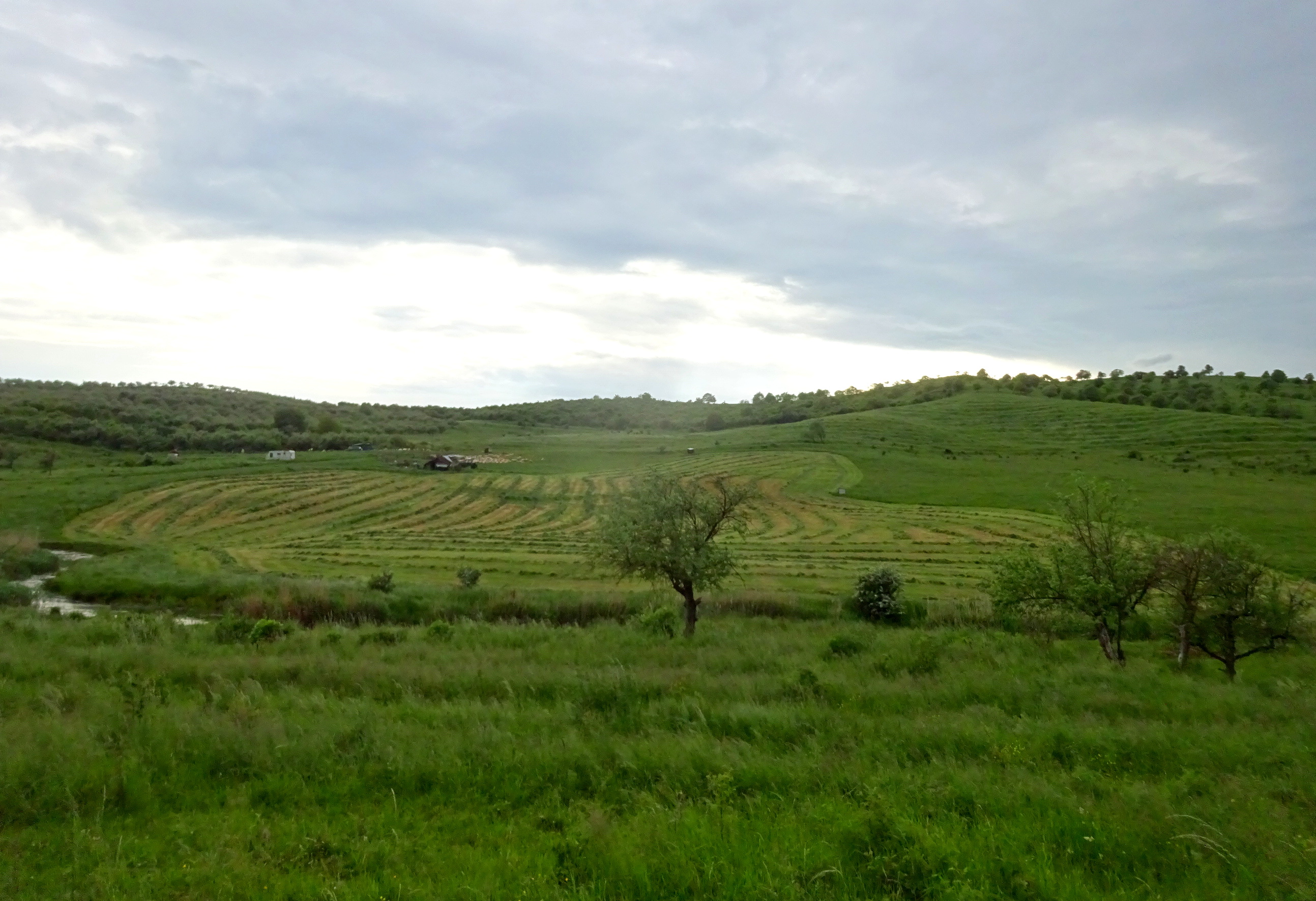
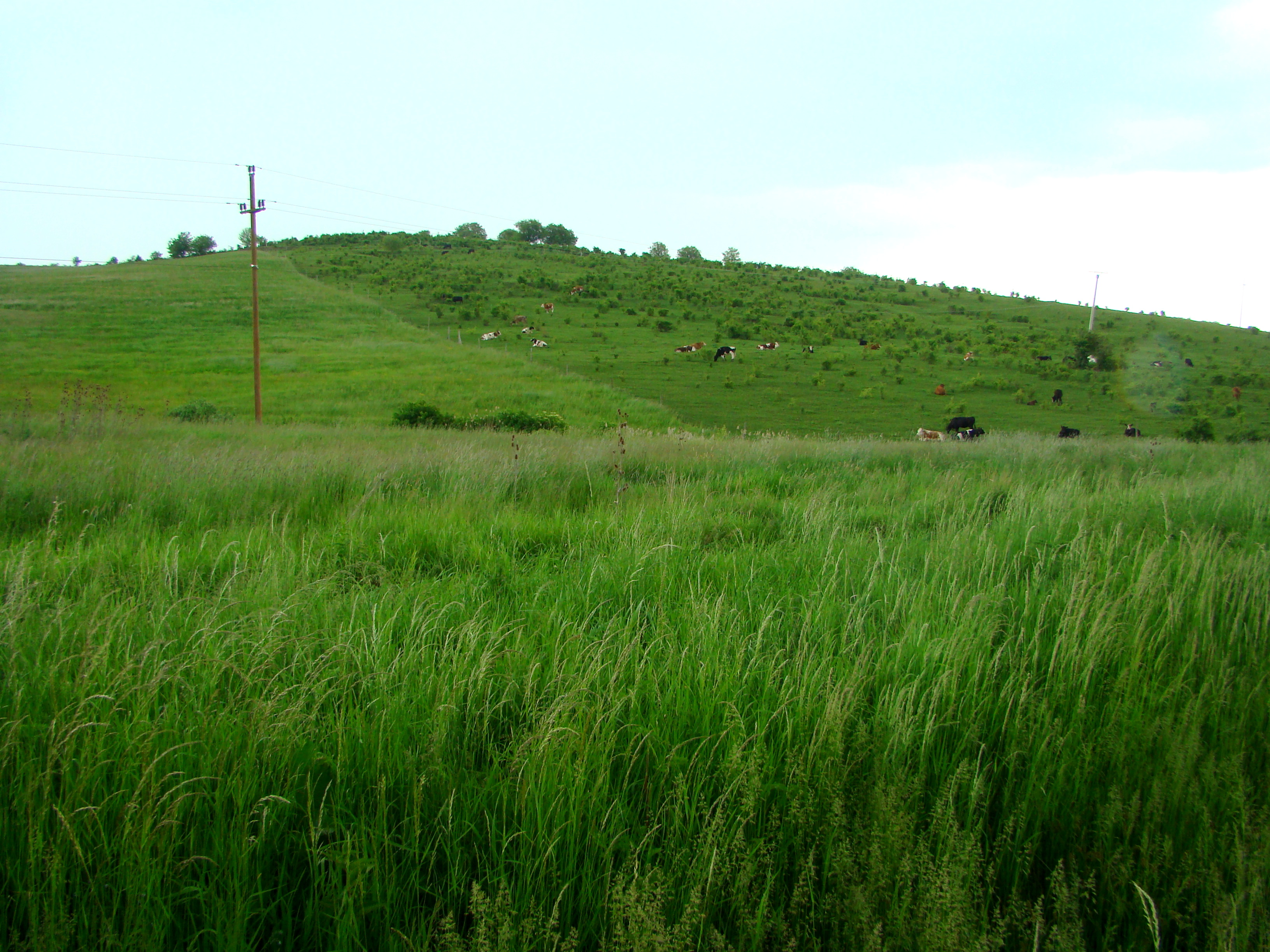
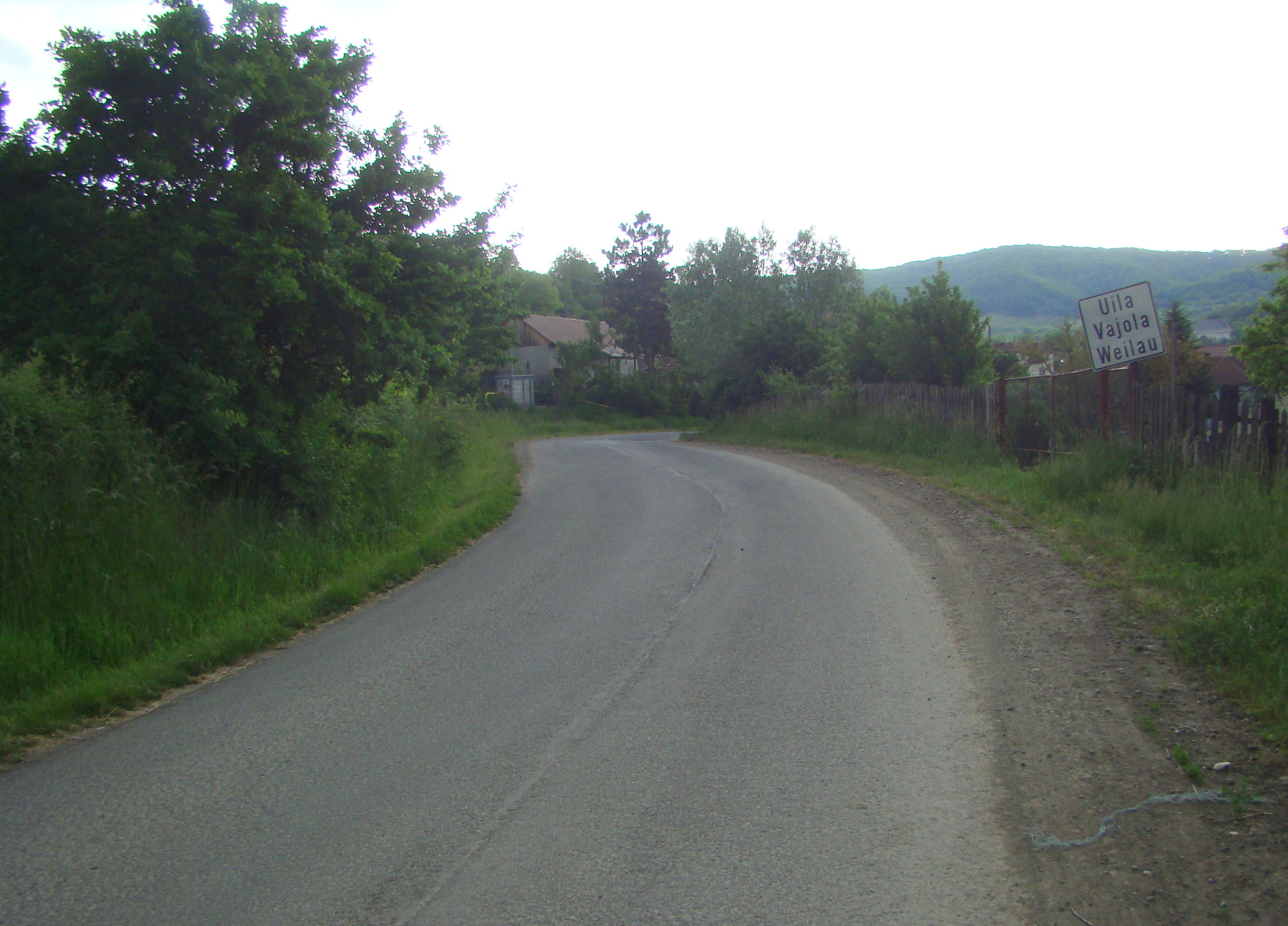
Intrarea în localitate
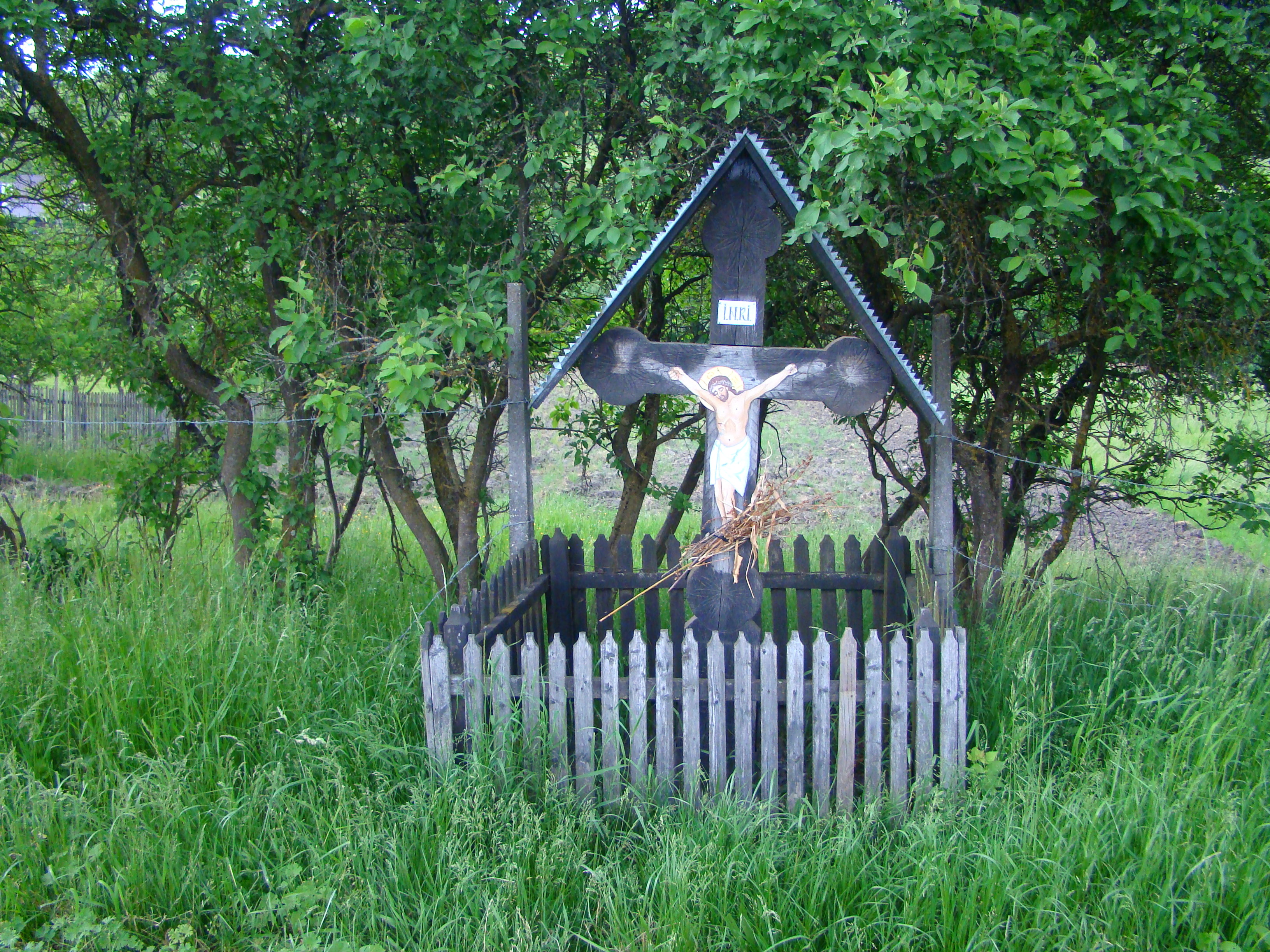
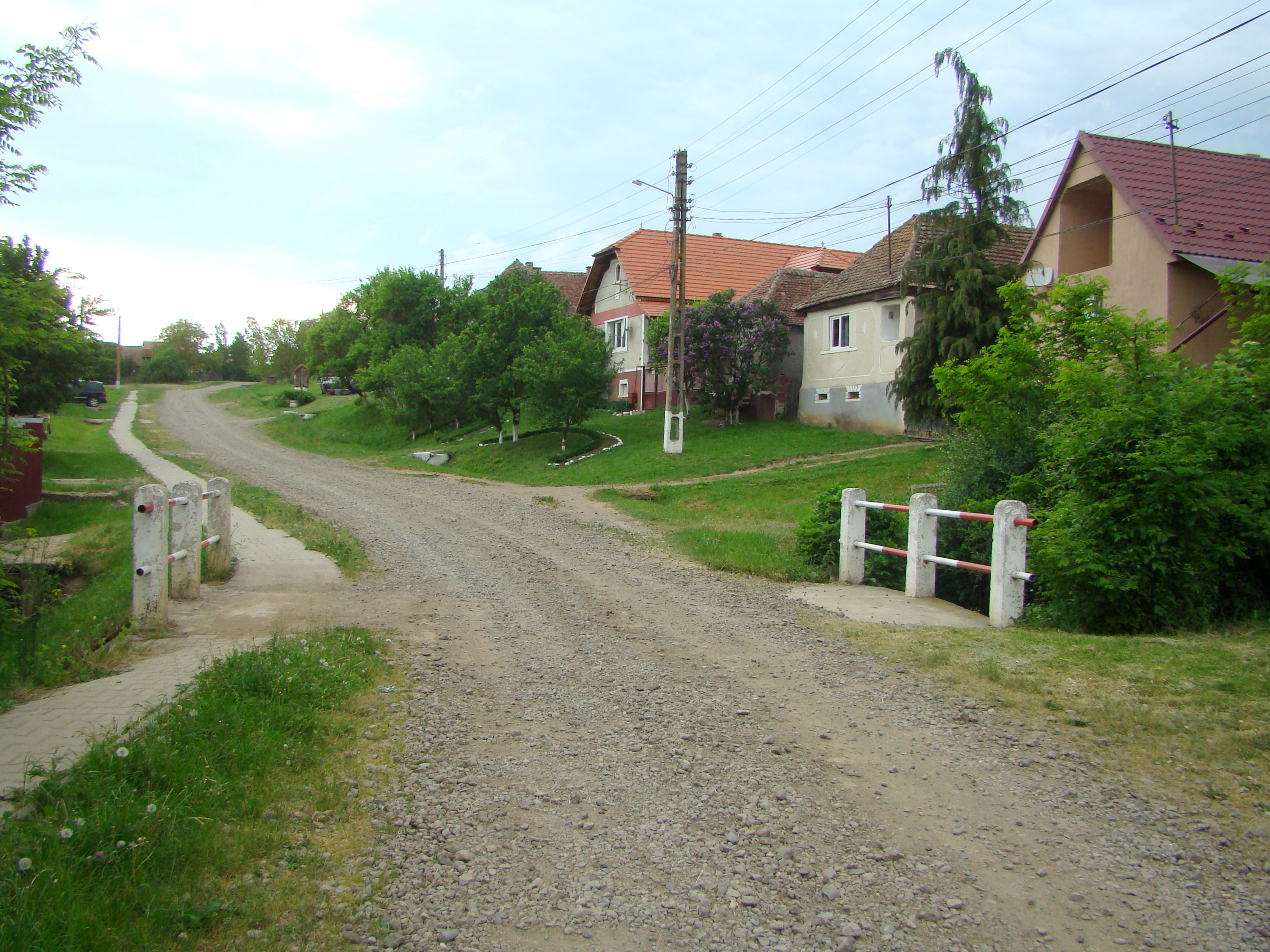
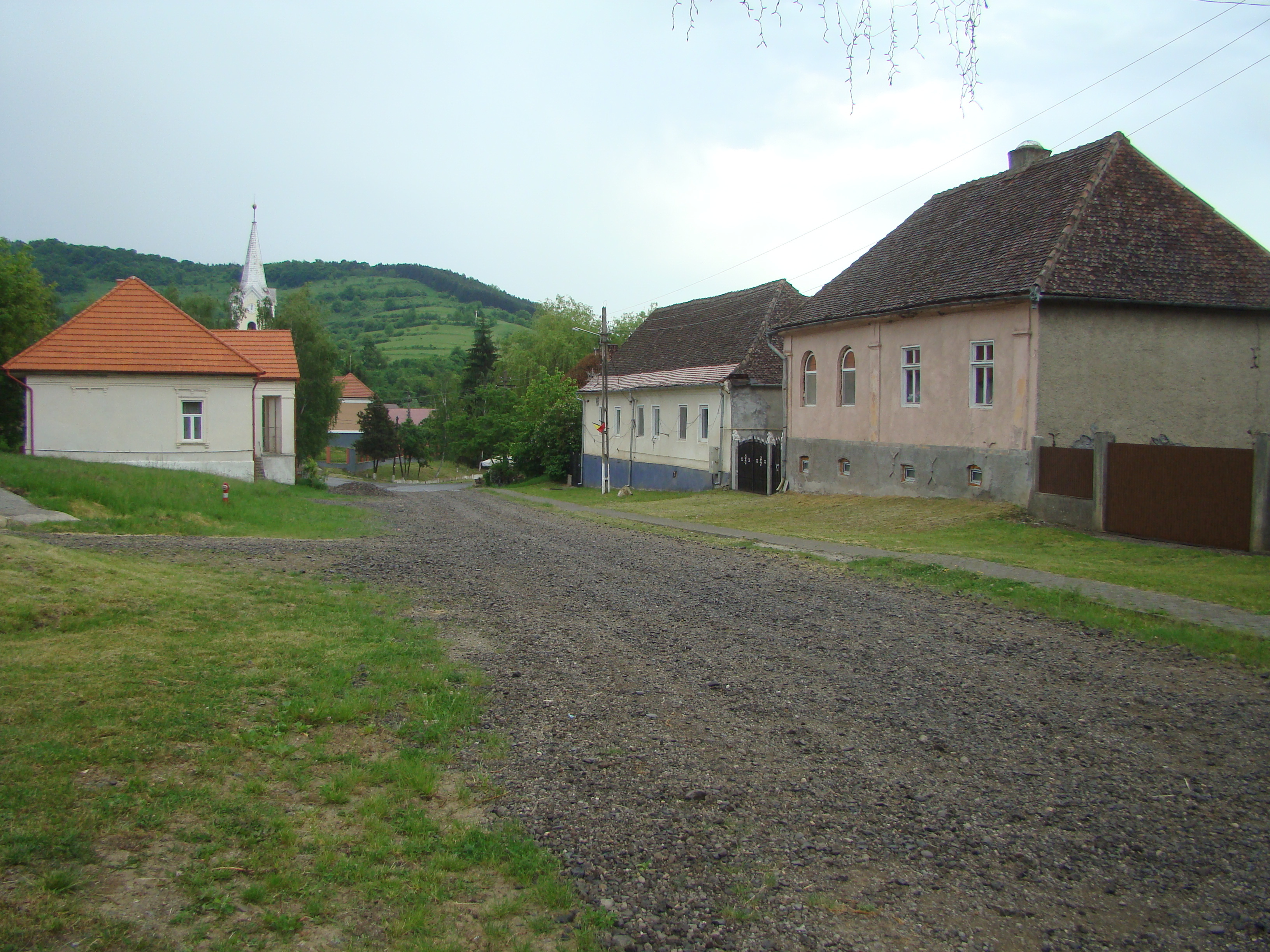
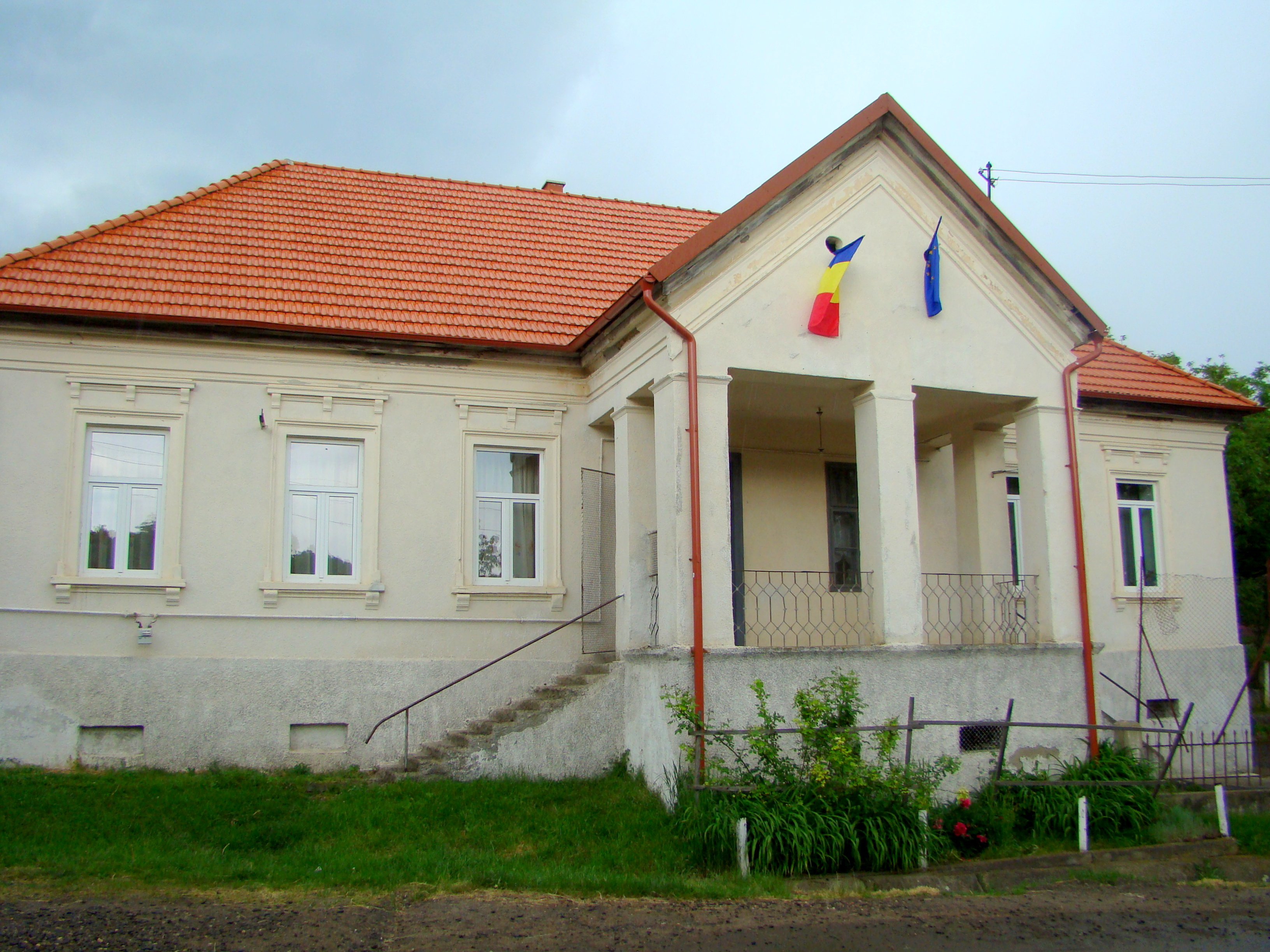
Școala primară
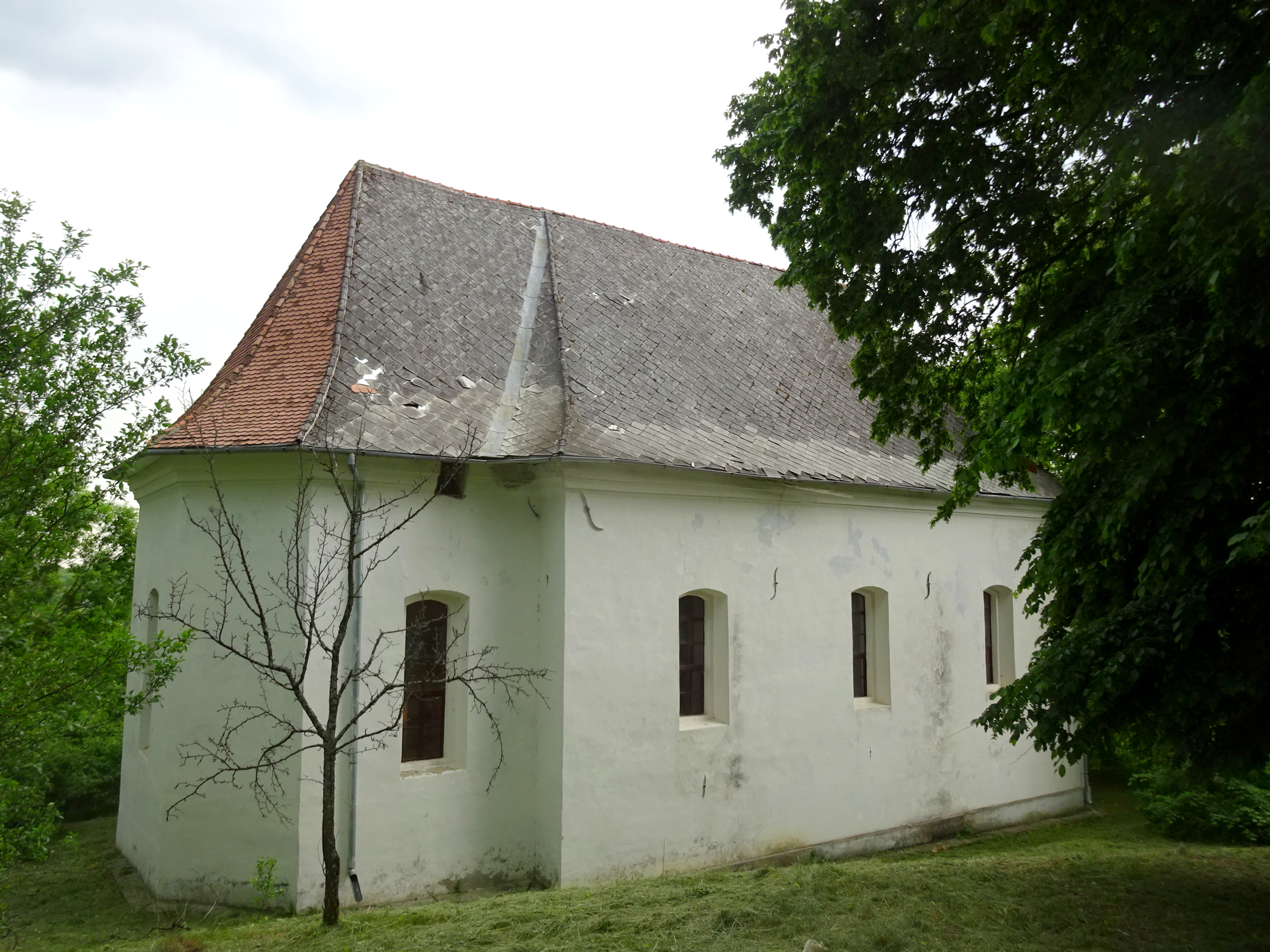
Biserica evanghelică
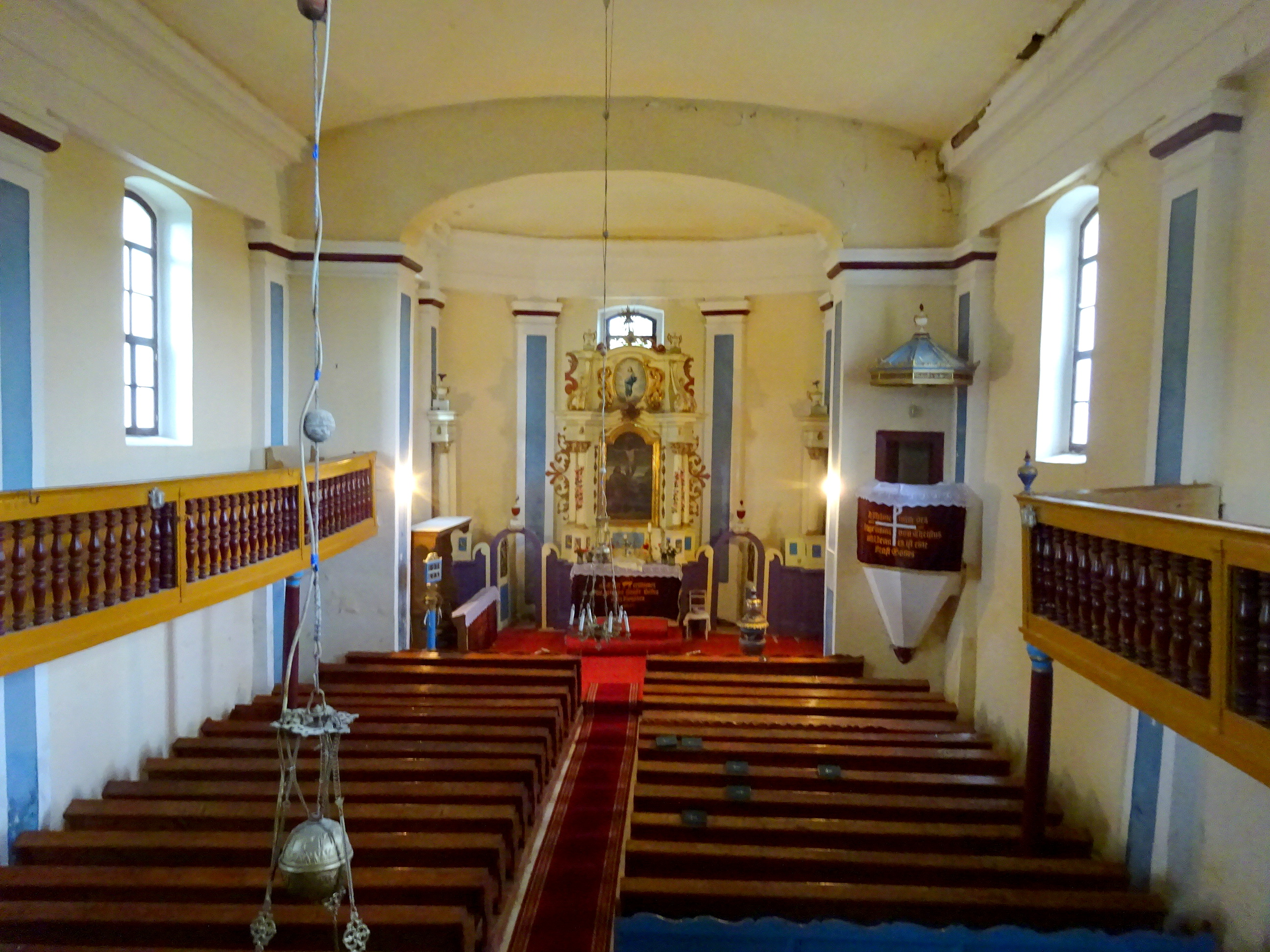
Biserica evanghelică
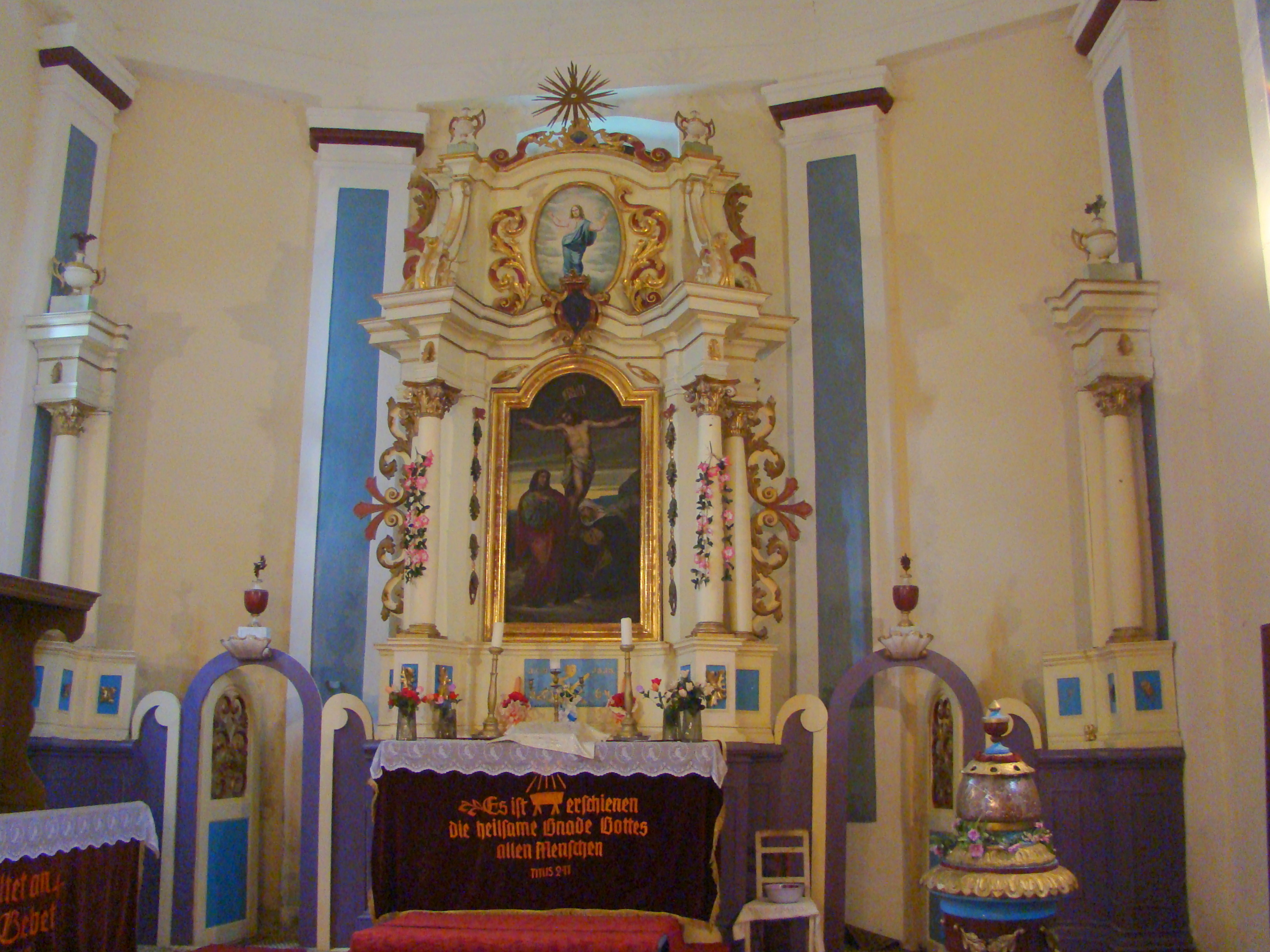
Altarul
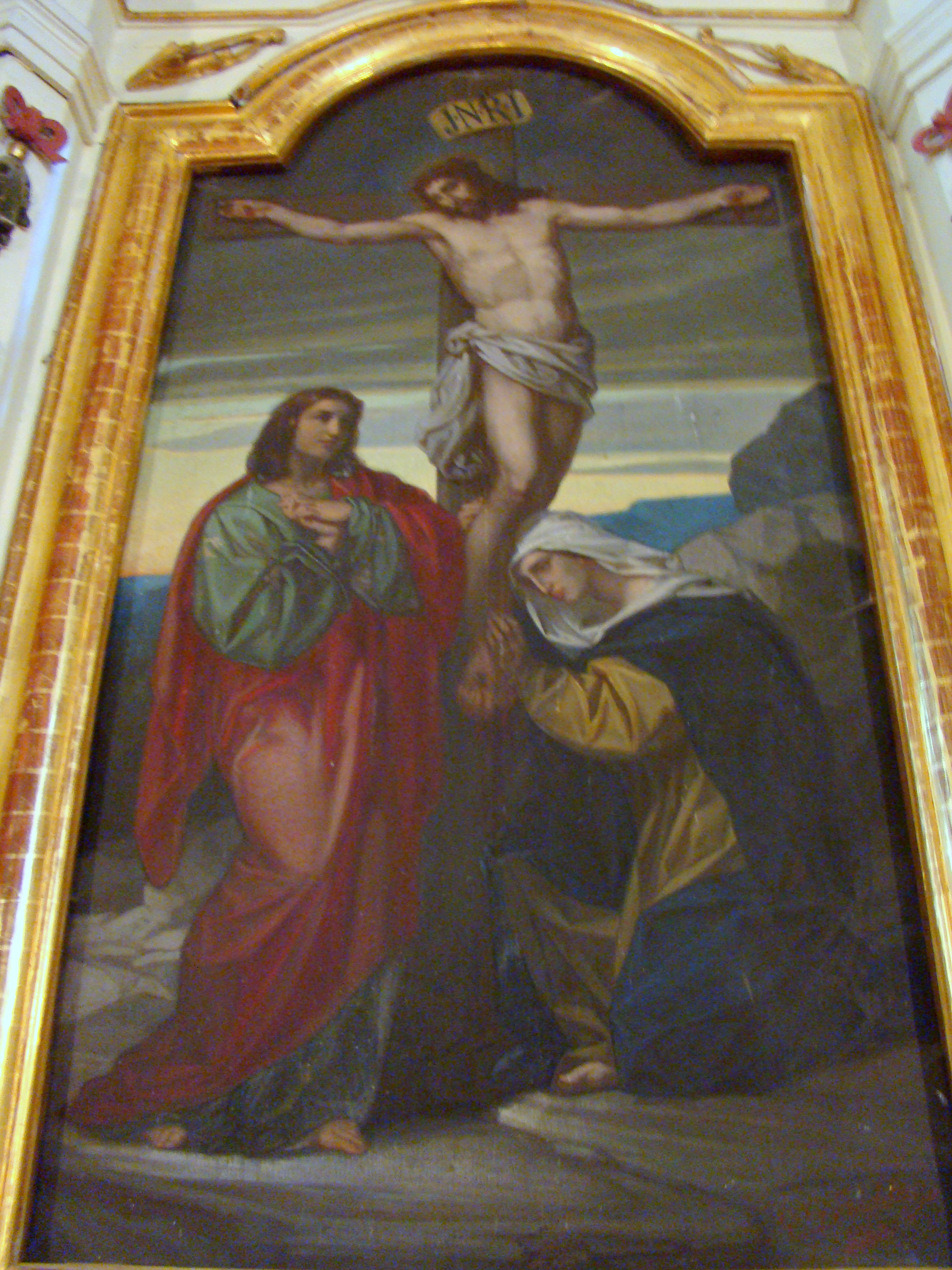
Tabloul altarului
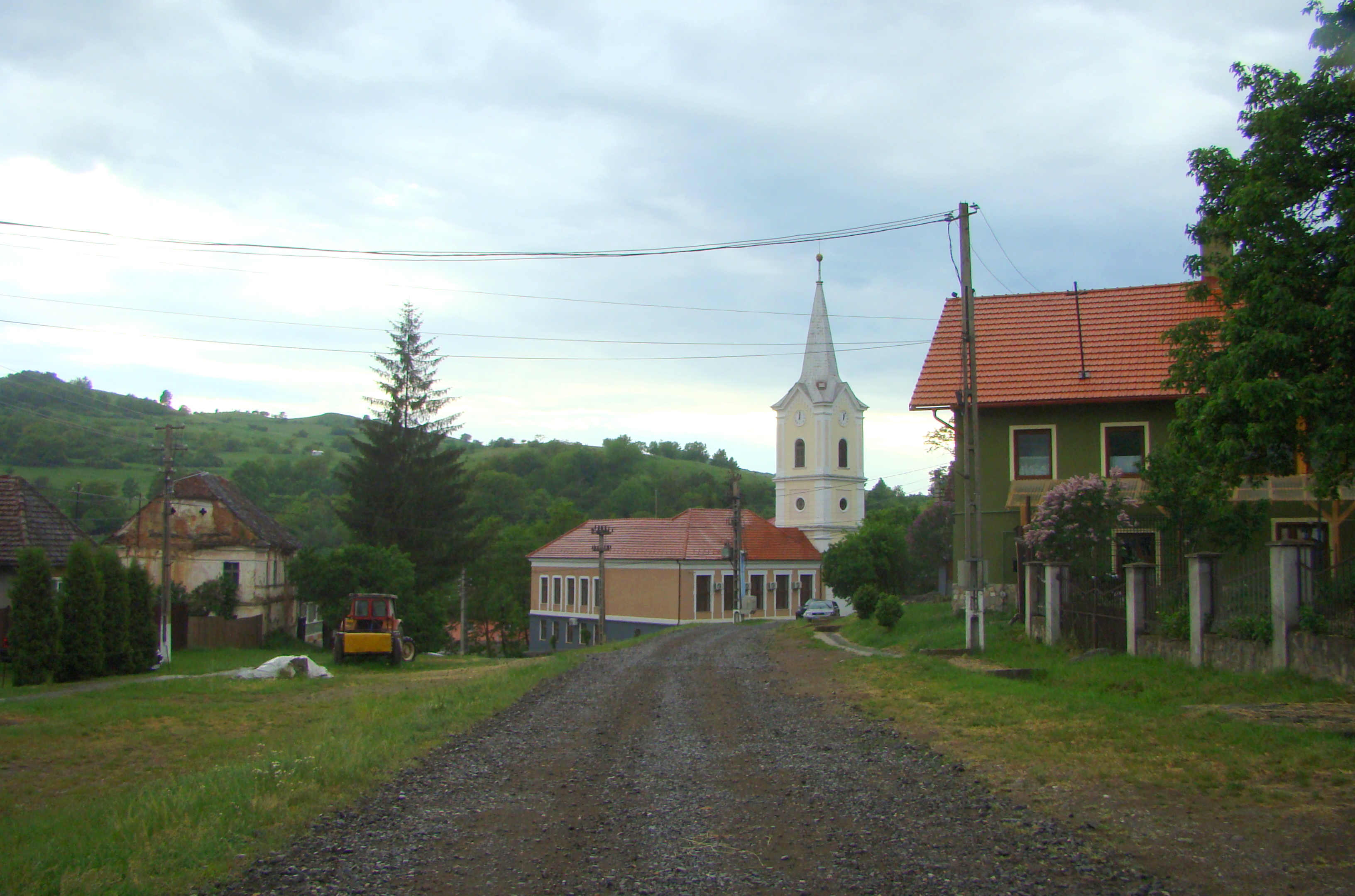
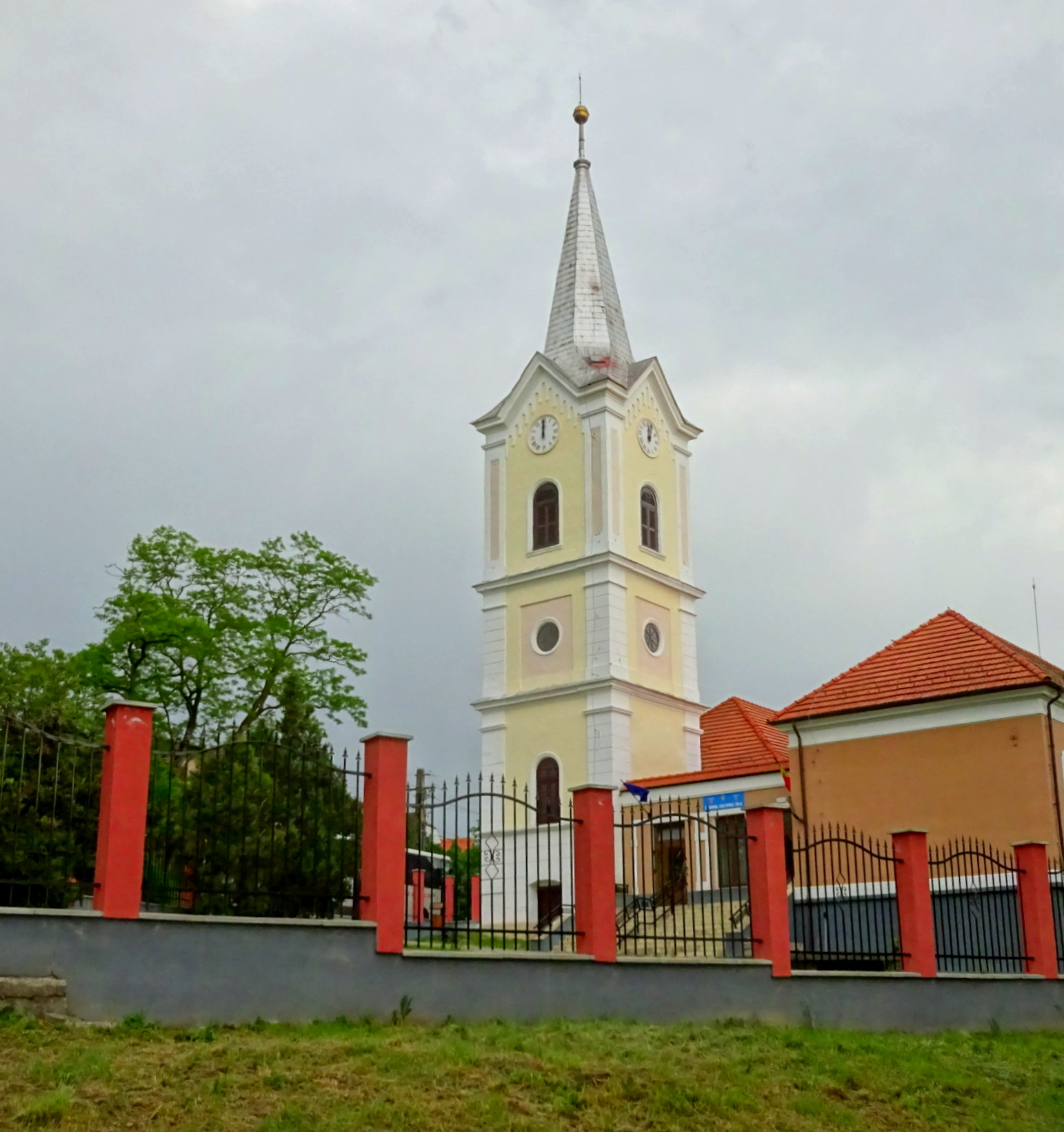
Turnul bisericii evanghelice
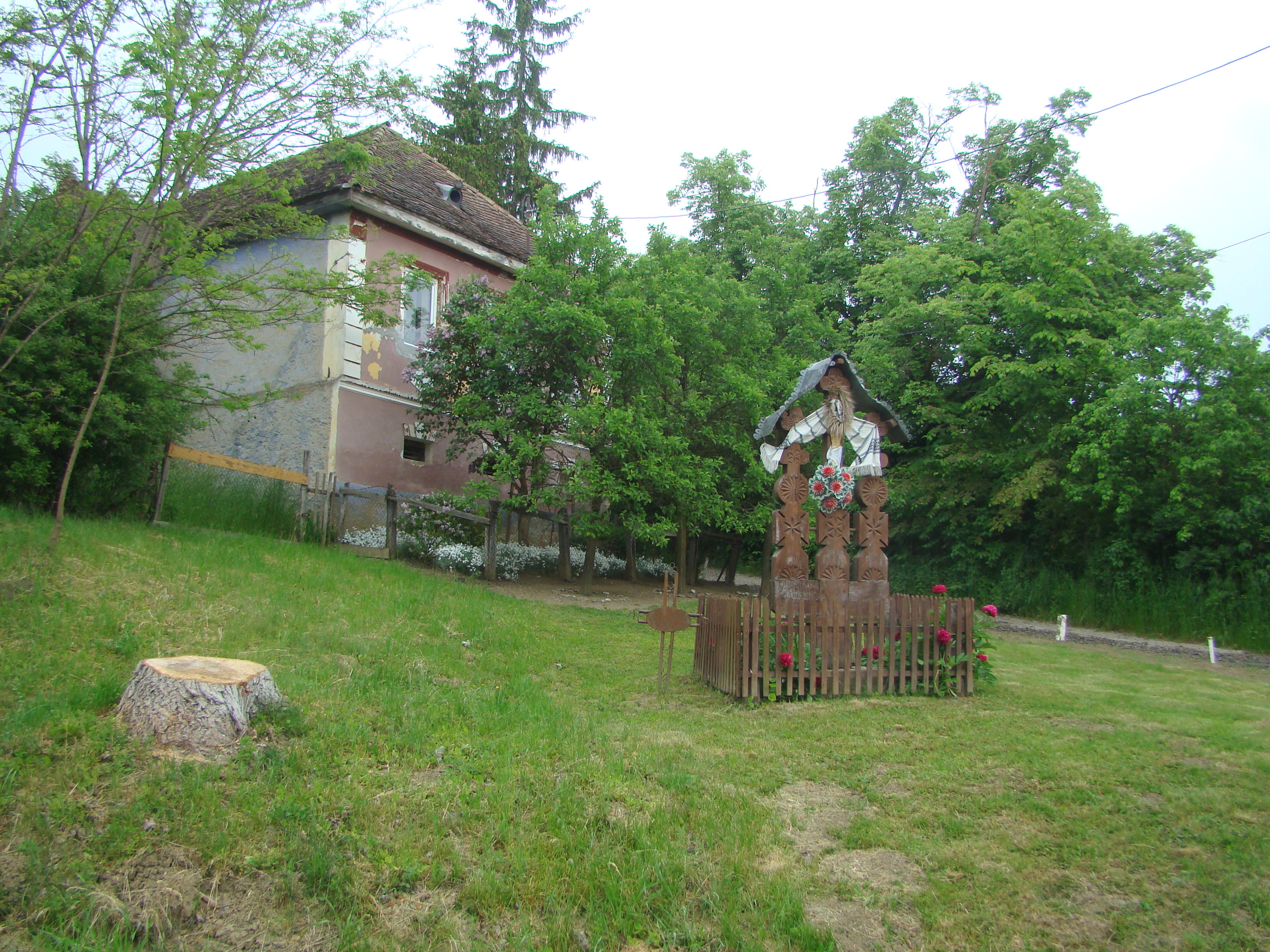
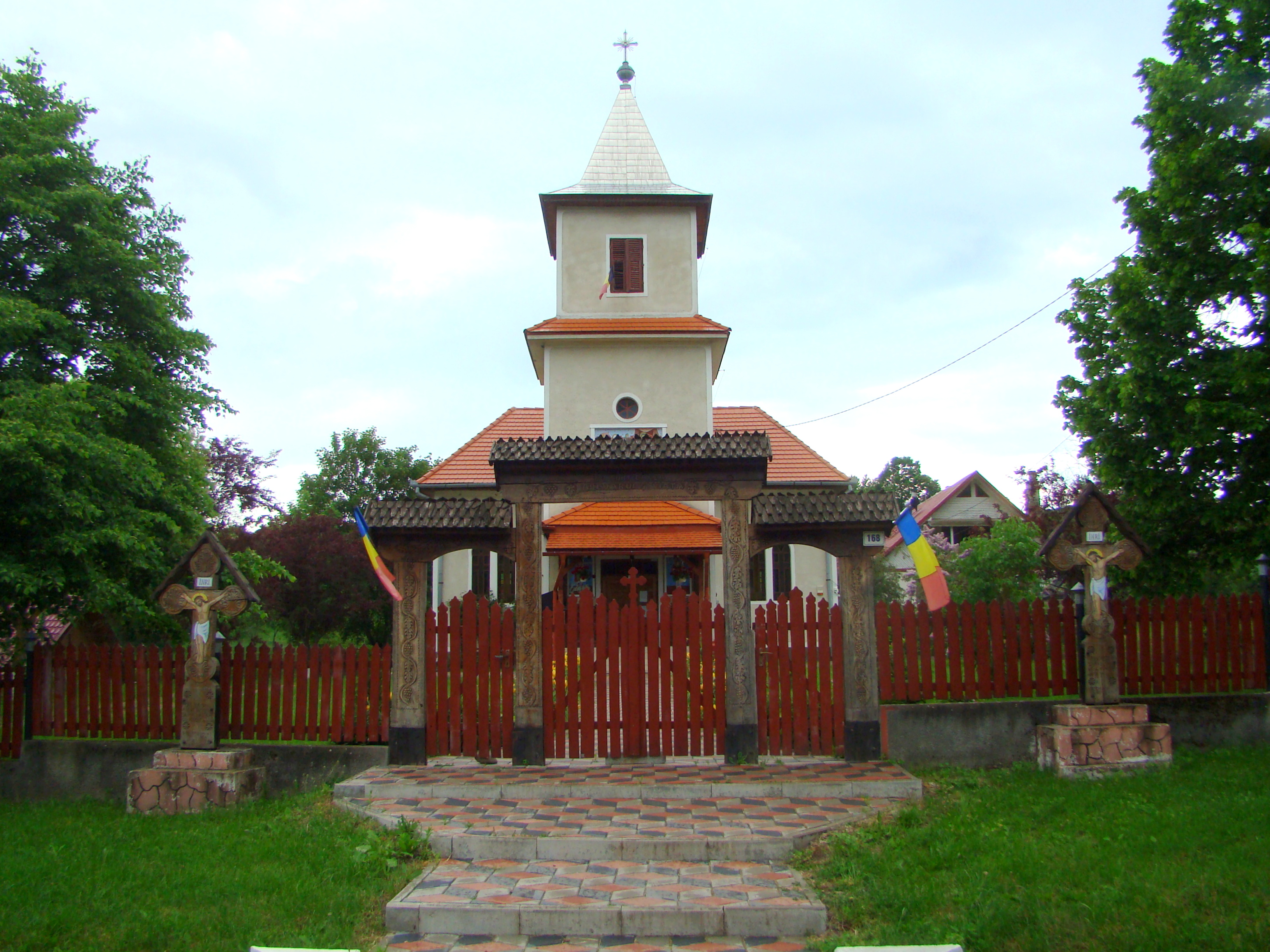
Biserica ortodoxă
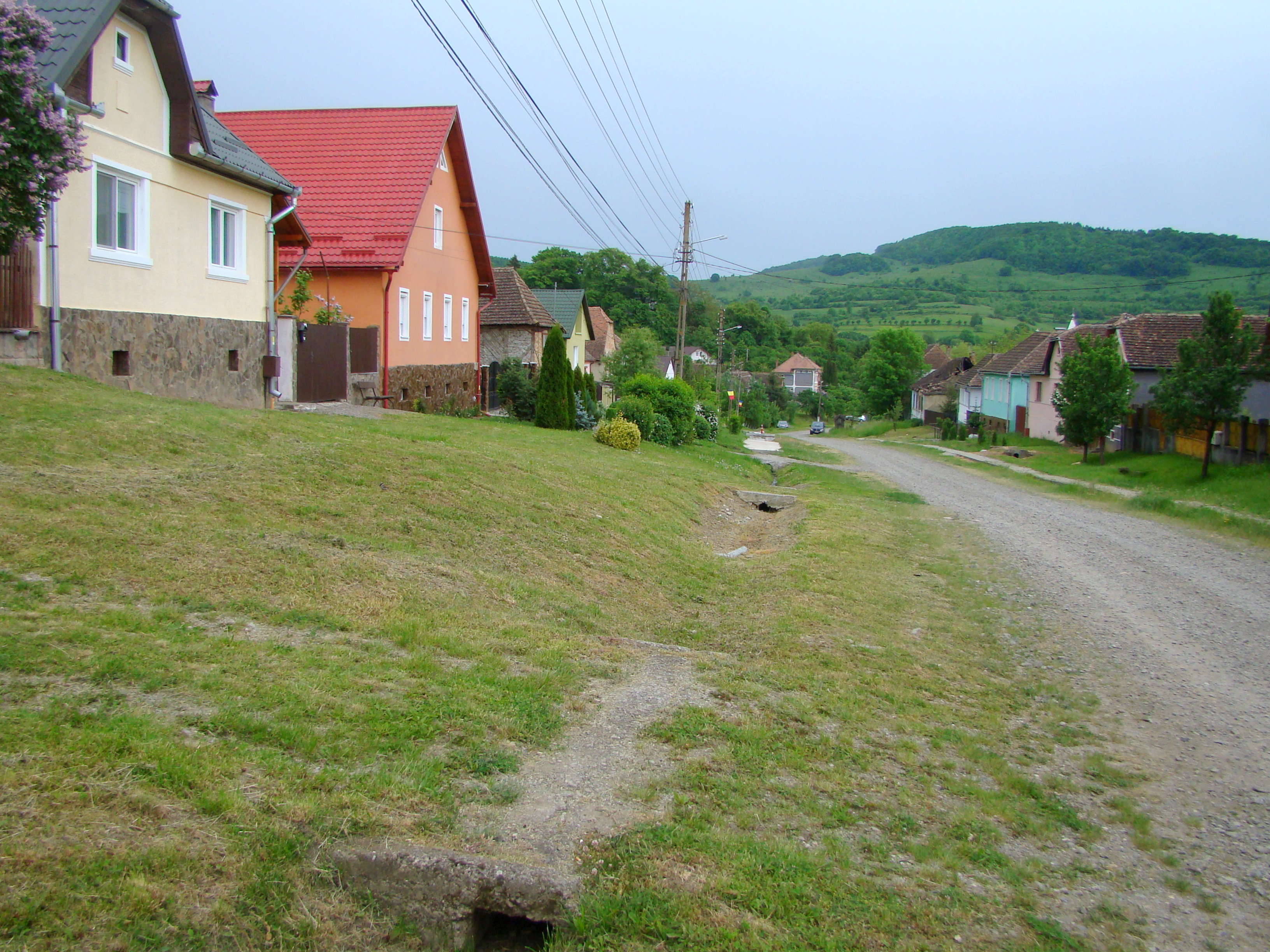
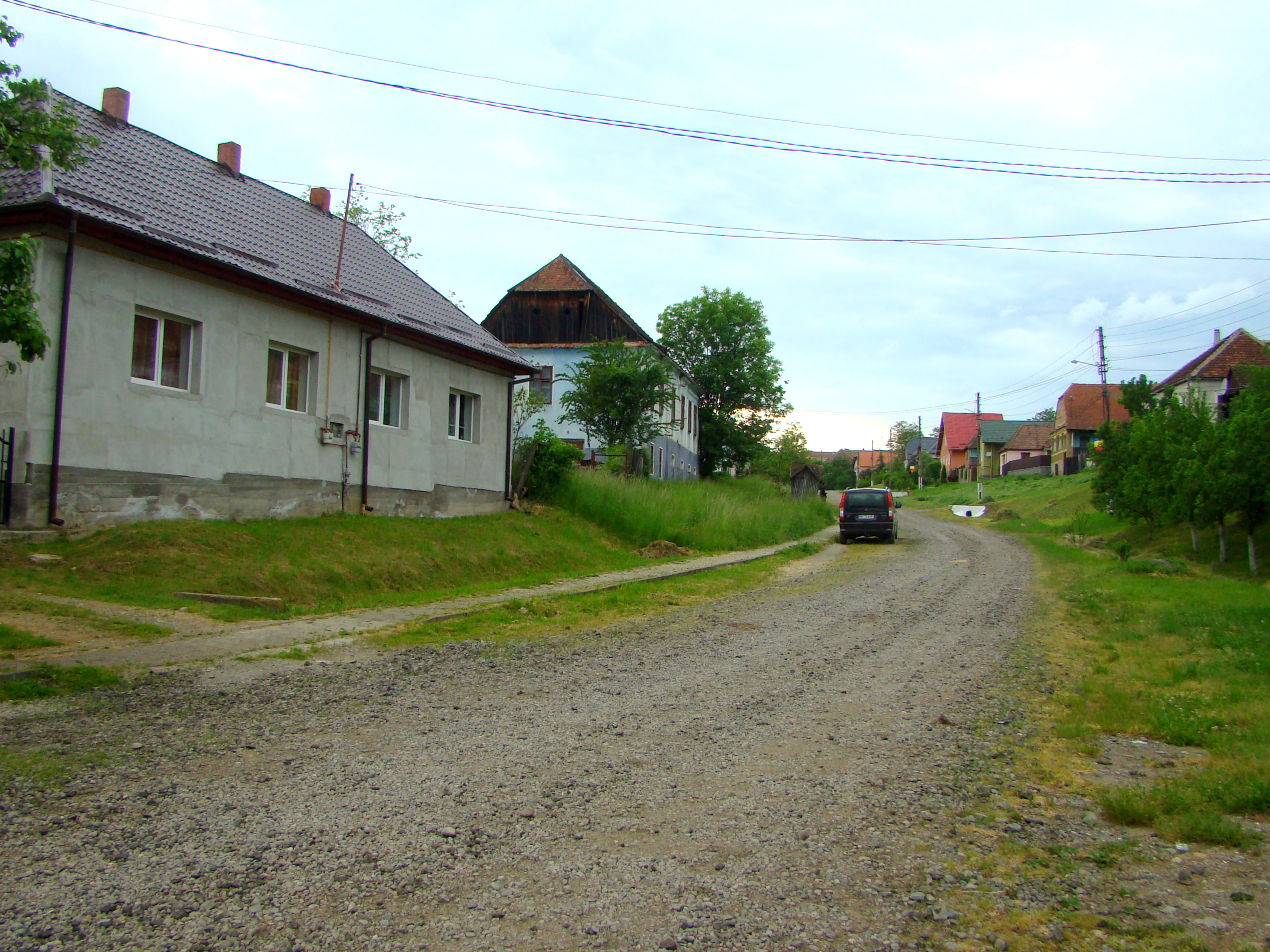
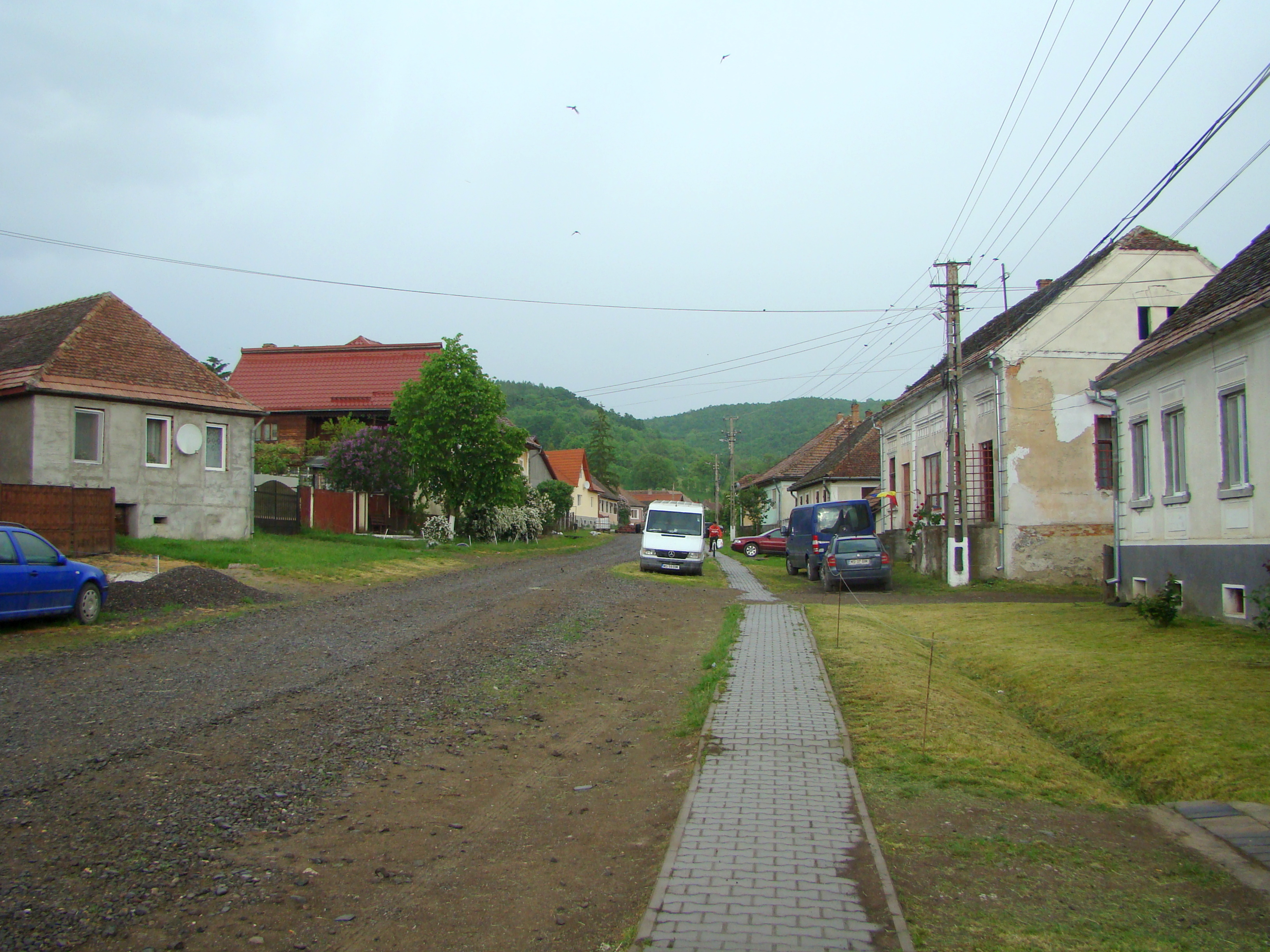
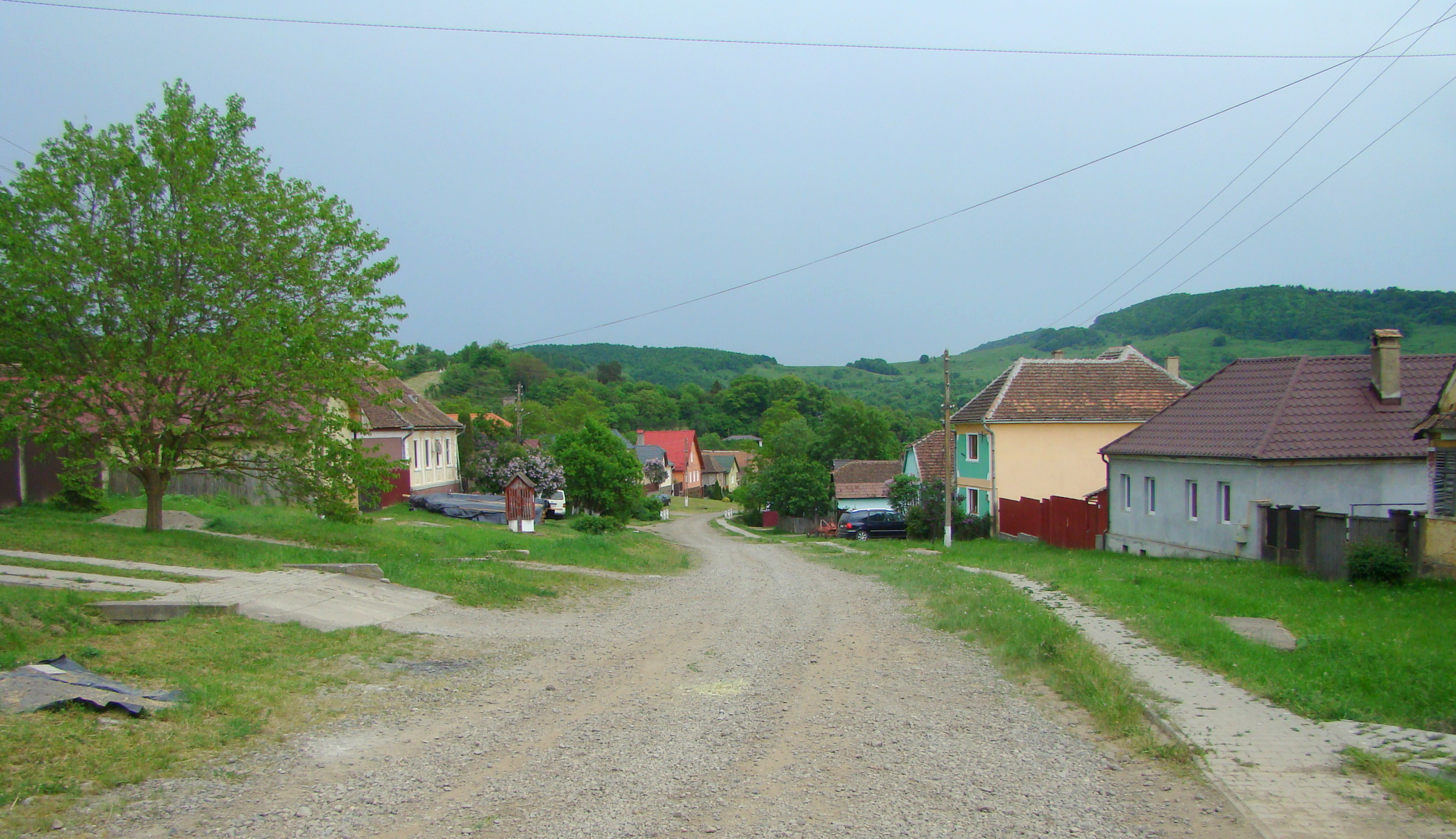